# Linköpings stad
Denna artikel handlar om den tidigare kommunen Linköpings stad. För orten se Linköping, för dagens kommun, se Linköpings kommun.
Linköpings stad var en stad och kommun i Östergötlands län. Centralort var Linköping och kommunkod 1952–70 var 0580.

## Administrativ historik
Linköping har gamla anor, och antas ha tillkommit tidigt, genom att tingsplatsen flyttats från Stånga till nuvarande Linköpings plats. Äldsta delarna av Sankt Lars kyrka härrör från början av 1100-talet, och 1120 omnämns Linköping som biskopssäte i Florensdokumentet. De äldsta delarna av domkyrkan, som förefaller byggd kort innan finns ännu under den nuvarande gotiska domkyrkan. Under 1100-talet är dock bebyggelsen tämligen sparsam. 1287 anläggs ett Franciskanerkloster i staden, och i slutet av 1200-talet omtalas även en årlig marknad i Linköping.
Det finns inget bevarat dokument som med absolut säkerhet anger när Linköping fick sina stadsprivilegier utfärdade, då privilegiebrevet sannolikt brann upp vid en stadsbrand på 1540-talet. Det som pekar på att det var år 1287 är grundandet av Franciskanerklostret, vilket anlades på kunglig mark.
Staden blev en egen kommun, enligt Förordning om kommunalstyrelse i stad (SFS 1862:14) från och med den 1 januari 1863, då Sveriges kommunsystem infördes. Staden inkorporerade 1911 Sankt Lars landskommun, som omfattade delar av stadsbebyggelsen. 1963 inkorporerades Landeryds landskommun och 1967 Kärna landskommun. 1971 gick staden upp i den då nybildade Linköpings kommun.
Linköpings stad hade en egen jurisdiktion (rådhusrätt) som förstatligades 1965 och uppgick 1971 i Linköpings tingsrätt.
Linköpings domkyrkoförsamling var från början stadens stadsförsamling.

### Sockenkod
För registrerade fornfynd med mera så återfinns staden inom ett område definierat av sockenkod 0461 som motsvarar den omfattning staden hade kring 1950, vilket innebär att den också används för Sankt Lars socken.

## Stadsvapnet
Blasonering: I blått fält ett lejonansikte av guld med röd beväring.
Vapenbilden i Linköpings kommunvapen härstammar från stadens äldsta sigill från slutet av 1200-talet och vapnet fastställdes av Kungl. maj:t 1946. Efter den nya kommunens tillkomst registrerades vapnet av denna hos PRV år 1974.

## Befolkningsutveckling
| Befolkningsutvecklingen i Linköpings stad 1810–1970                           | Befolkningsutvecklingen i Linköpings stad 1810–1970 | Befolkningsutvecklingen i Linköpings stad 1810–1970 | Befolkningsutvecklingen i Linköpings stad 1810–1970 | Befolkningsutvecklingen i Linköpings stad 1810–1970 |
| ----------------------------------------------------------------------------- | --------------------------------------------------- | --------------------------------------------------- | --------------------------------------------------- | --------------------------------------------------- |
|                                                                               |                                                     |                                                     |                                                     |                                                     |
| År                                                                            |                                                     |                                                     | Invånare                                            |                                                     |
| 1810                                                                          | 1810                                                |                                                     | 33 340                                              | 33 340                                              |
| 1820                                                                          | 1820                                                |                                                     | 34 578                                              | 34 578                                              |
| 1830                                                                          | 1830                                                |                                                     | 37 227                                              | 37 227                                              |
| 1840                                                                          | 1840                                                |                                                     | 40 248                                              | 40 248                                              |
| 1850                                                                          | 1850                                                |                                                     | 41 945                                              | 41 945                                              |
| 1860                                                                          | 1860                                                |                                                     | 44 828                                              | 44 828                                              |
| 1870                                                                          | 1870                                                |                                                     | 46 543                                              | 46 543                                              |
| 1880                                                                          | 1880                                                |                                                     | 48 344                                              | 48 344                                              |
| 1890                                                                          | 1890                                                |                                                     | 48 850                                              | 48 850                                              |
| 1900                                                                          | 1900                                                |                                                     | 49 286                                              | 49 286                                              |
| 1910                                                                          | 1910                                                |                                                     | 54 401                                              | 54 401                                              |
| 1920                                                                          | 1920                                                |                                                     | 58 994                                              | 58 994                                              |
| 1930                                                                          | 1930                                                |                                                     | 61 353                                              | 61 353                                              |
| 1940                                                                          | 1940                                                |                                                     | 68 389                                              | 68 389                                              |
| 1950                                                                          | 1950                                                |                                                     | 83 641                                              | 83 641                                              |
| 1960                                                                          | 1960                                                |                                                     | 93 501                                              | 93 501                                              |
| 1970                                                                          | 1970                                                |                                                     | 104 646                                             | 104 646                                             |
| Källa: Statistiska centralbyrån - Folkmängd efter region och tid och DDB UMU. |                                                     |                                                     |                                                     |                                                     |

## Geografi
Linköpings stad omfattade den 1 januari 1952 en areal av 63,92 km², varav 60,97 km² land.

### Tätorter i staden 1960
I Linköpings stad fanns tätorten Linköping, som hade 64 300 invånare den 1 november 1960. Tätortsgraden i staden var då 98,8 procent.

## Politik

### Mandatfördelning i valen 1919–1966
| 16 | 8 | 20 |

| 37 | 7 |

| 16 | 6 | 22 |

| 39 |

| 17 | 5 | 22 |

| 40 |

| 19 | 2 |  | 22 |

| 41 |

| 20 | 2 | 2 | 20 |

| 42 |

| 2 | 18 | 5 | 19 |

| 40 |

| 2 | 25 | 5 | 12 |

| 39 |

| 4 | 30 | 5 | 15 |

| 47 |

| 6 | 27 | 8 | 13 |

| 46 | 8 |

|  | 30 | 13 | 9 |

| 46 | 8 |

|  | 28 | 13 | 11 |

| 47 |

|  | 28 |  | 8 | 14 |

| 48 |

|  | 31 | 3 | 10 | 10 |

| 50 |

| 4 | 25 | 5 | 9 |  | 11 |

| 50 |